# Felix Dreyschock
Felix  Dreyschock, Dreyšok (ur. 27 grudnia 1860 w Lipsku, zm. 1 sierpnia 1906 w Berlinie) – czeski pianista.

## Życiorys
Syn Raimunda. Jego nauczycielami byli Friedrich Kiel, Wilhelm Taubert i Heinrich Ehrlich. Wykładał w Stern’schen Konservatorium w Berlinie. W 1889 i 1890 roku wystąpił w Warszawie. Skomponował Sonatę skrzypcową d-moll, szereg pieśni oraz liczne utwory na fortepian. Jego twórczość ma charakter salonowy.